# 特種武器和戰術部隊
特種武器及戰術隊伍（英語：Special Weapons And Tactics；縮寫：S.W.A.T.）是美國創立的一种特種警察部隊，主要負責高风险任務，如執行对武装嫌犯的逮捕、人質救援、反恐作戰及處理重大武裝危機等。全球許多國家或地區都仿效美國模式，將其特种警察命名為特種武器和戰術部隊。
值得一提的是，SWAT並不是美國所有特種警察部隊的名稱，有些執法機構會以SRT（Special Response Team；特別應變隊）、ESU（Emergency Service Unit；緊急勤務單位）、SOG（Special Operations Group；特別行動組）、SORT（Special Operations and Response Team；特別行動及應變隊）等名稱來稱呼其特種警察。

## 歷史

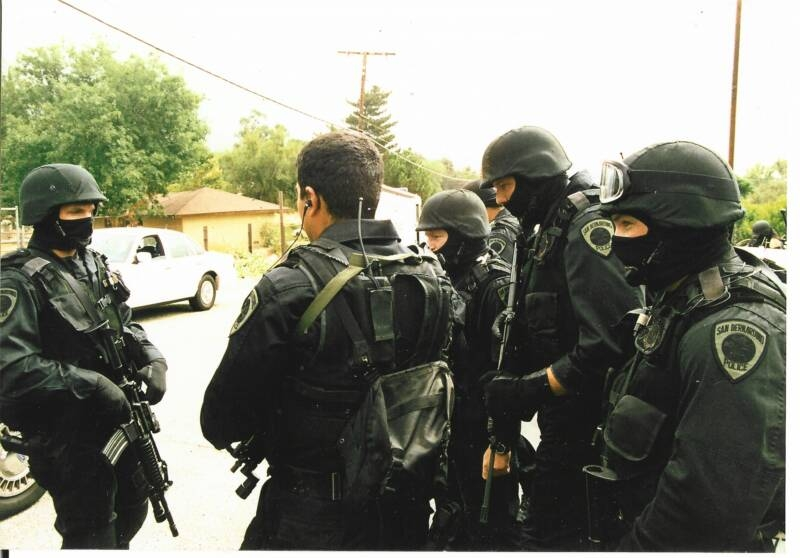
聖貝納迪諾警察局的SWAT

洛杉磯警察局特種武器和戰術部隊是由警官John Nelson於1967年提案創立，並得到上司Daryl F Gates的支持。最初計劃命名為特種武器攻擊隊（英語：Special Weapons Attack Team），但被時任副局長Edward M. Davis駁回，因为他認為该名過於暴力。該部隊首次行動發生在1969年12月9日，與黑豹黨成員進行了四小時對峙後迫使其投降；過程中三名警員及三名黑豹黨成員受傷。自1974年起，SWAT開始與激進組織共生解放軍對抗。
後來，美國各地的警察局甚至聯邦執法機構都紛紛仿效洛杉磯警察局，成立了專門的特種武器和戰術部隊或類似戰術單位，以执行高风险執法任务。911襲擊後，許多地方及聯邦執法單位進一步強化了軍事化訓練，在裝備上也與特種部隊不相上下。有部份美国左翼支持者認為警察軍事化是對納稅人金錢的浪費，且憂心這股趨勢可能使得政府利用這些武裝力量壓迫民眾。

## 職責
特種武器和戰術部隊的主要任務包括了：
- 保護人身安全
- 提供高地監視保護，以反制對國家貴賓的狙擊暗殺
- 拯救陷於槍火下的警官或平民
- 與拒絕投降的疑犯談判
- 殲滅恐怖份子
- 以最小傷害為前提，處理任何高危險案件
- 處理人質劫持案件
- 對毒品查緝、搜尋、逮捕行動提供支援
- 在特別的節日中提供安全戒護

## 訓練

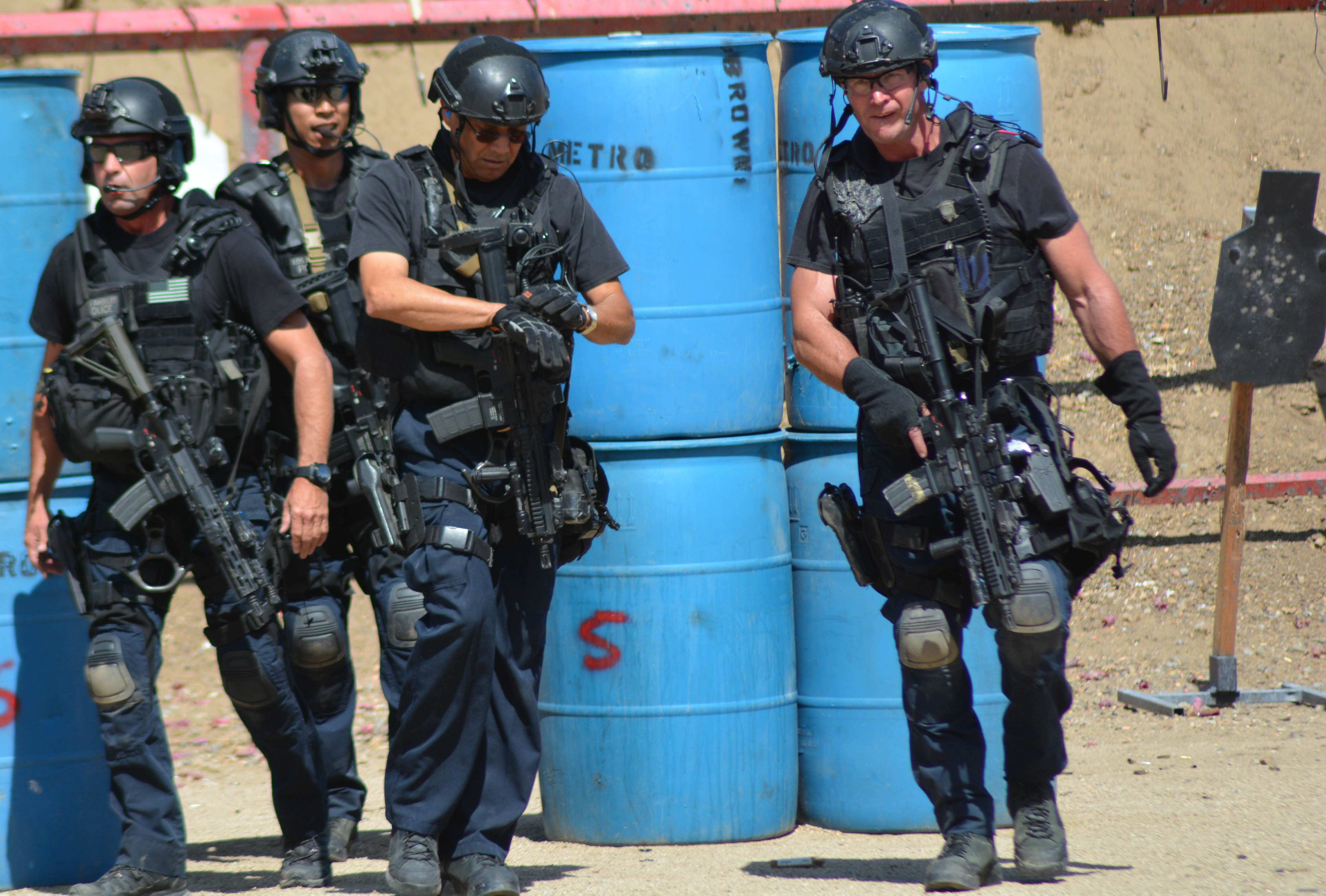
進行訓練的洛杉磯警察局SWAT

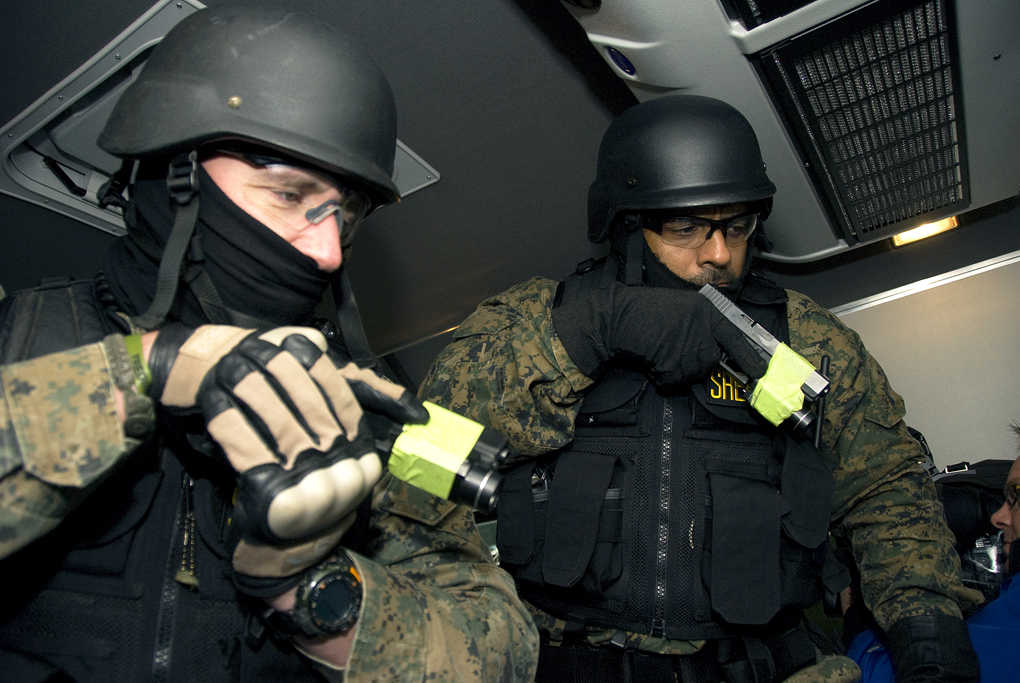
手持格洛克17進行訓練的SWAT隊員

特種武器和戰術部隊成員通常都接受過半軍事化訓練，使用的武器及裝備比一般的員警先進以及重型。一些特別部門的成員會根據其特性接受不同的訓練，例如針對要員保護任務或執行證人保護計劃的單位就會學習保護理論及戰術、徒手控制技巧等保鑣訓練，攻擊隊的人員就會學習房間掃蕩技術及快速攻擊等戰術。

## 常見裝備

### 衣著及裝備
特種武器和戰術部隊隊員通常穿著黑色或深藍色的戰鬥服，但近年有部份警察局的單位開始改用各種軍用迷彩服（如：M81 Woodland、UCP、Marpat及Multicam等）。在早期特種武器和戰術部隊隊員配備美軍二戰時期的盈餘M1鋼盔或是玻璃纖維製摩托車頭盔，而現代的特種武器和戰術部隊則普遍地配備各種美軍退役或現役防彈頭盔及運動頭盔（包括：PASGT、MICH-2000、Ops-Core FAST等）。為了保護隊員的臉部和掩飾身份，部份警察局的SWAT也配備了防火頭套。另外通常配有專用裝備包括防彈衣或戰術背心（貼上「警察」、「治安官」或「SWAT」的標示）、防彈盾、催淚彈、閃光彈、破門工具及夜視鏡等。

### 武器
特種武器和戰術部隊隊員配備專有的槍械包括衝鋒槍、霰彈槍、卡賓槍及由狙擊手使用的狙擊步槍，手槍方面也比一般的人員更為完善以及先進。然而由於各支特種武器和戰術部隊都沒有統一的裝備，其裝備的精良程度需視乎其所屬警察局的資金和預算而定。
以下是目前部份已確認的裝備：

### 手槍
| 武器名稱           | 原產地 | 備註                                             |
| ------------------ | ------ | ------------------------------------------------ |
| M1911樣式手槍      | 美国   | 具有多種型號，例如：洛杉磯警察局使用的金柏特裝型 |
| SIG Sauer P220系列 | 德国   | 常見型號有P226及P229                             |
| HK USP系列         | 德国   | -                                                |
| 克拉克系列         | 奥地利 | 常見型號有17、19、21及22等                       |
| 貝瑞塔92系列       | 義大利 | -                                                |
| FN Five-seveN USG  | 比利时 | -                                                |

### 衝鋒槍
| 武器名稱          | 原產地 | 備註                         |
| ----------------- | ------ | ---------------------------- |
| MAC M-10          | 美国   | 已退役                       |
| IMI烏茲           | 以色列 | 已退役                       |
| 柯爾特9毫米衝鋒槍 | 美国   | -                            |
| HK MP5系列        | 德国   | 常見型號為A2、A3、A4、A5及SD |
| HK UMP系列        | 德国   | 常見型號為UMP40及UMP45       |
| FN P90 TR         | 比利时 | -                            |

### 突擊步槍
| 武器名稱       | 原產地 | 備註                                                                                       |
| -------------- | ------ | ------------------------------------------------------------------------------------------ |
| AR-15樣式步槍  | 美国   | 由多間廠商生產，各地方警察局型號不一                                                       |
| CAR-15系列     | 美国   | -                                                                                          |
| M4A1           | 美国   | -                                                                                          |
| M16            | 美国   | 常見型號為A1及A2；大部份為美軍轉交給各地方警察局的盈餘物資，現在只有少數預算不足的部隊使用 |
| HK G36系列     | 德国   | 常見型號為G36K及G36C                                                                       |
| HK416          | 德国   | 洛杉磯警察局的前制式步槍，也有其他警察局使用                                               |
| SIG SG 550系列 | 瑞士   | 常見型號為SG 551 SWAT及SG 552                                                              |
| SIG Sauer MCX  | 美国   | -                                                                                          |

### 霰彈槍
| 武器名稱               | 原產地 | 備註 |
| ---------------------- | ------ | ---- |
| 雷明登870系列          | 美国   | -    |
| 莫斯伯格500系列        | 美国   | -    |
| 伯奈利半自動霰彈槍系列 | 義大利 | -    |

### 狙擊步槍
| 武器名稱            | 原產地 | 備註                    |
| ------------------- | ------ | ----------------------- |
| AR-10樣式半自動步槍 | 美国   | 常見型號有KAC SR-25系列 |
| M14樣式半自動步槍   | 美国   | 例如：春田M1A           |
| 雷明登700系列       | 美国   | -                       |
| 巴雷特M82A1         | 美国   | 反器材步槍              |

### 個人裝備
- 作戰服
  - 常見為深藍色、黑色、軍綠色或各種迷彩樣式的作戰服。
- 戰術頭盔
- 戰術背心
- 攜板背心
- 抗噪耳機
- 夜視儀
- 無線電
- 閃光彈
- 震撼彈
- 煙霧彈
- 催淚彈
- X26泰瑟槍
- 防彈盾
- 警棍
- 胡椒噴霧
- 破門槌
- 战术刀
- 防暴槍

## 美國警察戰術單位一覽

#### 聯邦政府機關
- 美國司法部
  - 聯邦調查局
    - 人質拯救隊（HRT）
    - 特種武器和戰術部隊（SWAT）
    - Fly隊伍（Fly Team）

  - 美國緝毒局
    - 特別應變隊（SRT）
    - 海外部署顧問支援隊（FAST，Foreign Deployed Advisory Support Teams）

  - 美國法警局
    - 特別行動組（SOG）
    - 特別應變隊（SRT）

  - 美國菸酒槍炮及爆裂物管理局
    - 特別應變隊（SRT）

  - 聯邦監獄局
    - 特別行動和應變隊（英语：Special Operations Response Team）（SORT）
- 美國能源部
  - 特別應變隊（SRT）
  - 國家核安全管理局（英语：National Nuclear Security Administration）
    - 安全輸送辦公室（英语：Office of Secure Transportation）（OST）
- 美國國土安全部
  - 美國國土安全部調查局
    - 特別應變隊（SRT）

  - 美國海關及邊境保衛局
    - 特別應變隊（SRT）
    - 快速應變部隊（QRF）

  - 美國邊境巡邏隊
    - 特別行動組（SOG）
      - 邊境巡邏隊戰術單位（BORTAC）

  - 聯邦保護局（英语：Federal Protective Service (United States)）
    - 特別應變隊（SRT）

  - 移民及海關執法局
    - 特別應變隊（SRT）
    - 快速應變隊（RRT）
    - 戰術干預及控制隊（TIAC）

  - 美國海岸警衛隊
    - 戰術執法部隊（TACLET）
    - 海上安全及保安隊（MSST）
    - 海上保安應變隊（MSRT）
    - 直升機攔截戰術組（英语：Helicopter Interdiction Tactical Squadron）（HITRON）
    - 登船安全隊（VBST）

  - 美國特勤局
    - 反擊隊（CAT）
    - 反狙擊隊（CS）
    - 緊急應變隊（ERT）
- 美國國務院
  - 美國外交安全局
    - 流動安全部署辦公室（MSD）
- 美國財政部
  - 美國鑄幣局警察
    - 特別應變隊（SRT）
- 美國國家公園管理局
  - 特別應變隊（SRT）
  - 特別事件及戰術隊（SETT）
  - 特種武器和戰術部隊（SWAT）
- 美國國防部
  - 美國陸軍特別應變隊（SRT）
  - 美國海軍陸戰隊特別應變隊（SRT）
  - 美國海軍特別應變隊（SRT）
  - 海軍犯罪調查局區域緊急對威脅應變隊 (REACT)
  - 美國空軍緊急勤務隊（EST）

#### 獨立聯邦機關
- 美國國家安全局
  - 特別應變隊（SRT）
- 美國中央情報局
  - 安全保護局（SPS）
  - 特別應變隊（SRT）
- 美國國會警察
  - 緊急應變及遏制隊（CERT）
- 美鐵警察
  - 流動戰術單位（MTU）
- 聯邦儲備警察（英语：Federal Reserve Police）
  - 特別應變隊（SRT）
- 五角大樓保護局（英语：Pentagon Force Protection Agency）
  - 美國五角大樓警察（英语：United States Pentagon Police）
    - 緊急應變隊（ERT）
- 美國國家航空暨太空總署
  - 緊急應變隊（ERT）
- 阿拉斯加州騎警師（英语：Division of Alaska State Troopers）
  - 特別緊急應變隊（SERT）
- 亞利桑那州公眾安全廳（英语：Arizona Department of Public Safety）
  - 特種武器和戰術部隊（SWAT）
- 加利福尼亞州公路巡警
  - 特種武器和戰術部隊（SWAT）
- 加利福尼亞州懲教及更生廳（英语：California Department of Corrections and Rehabilitation）
  - 危機應變隊（CRT）
  - 特勤組（SSU）
- 科羅拉多州懲教廳（英语：Colorado Department of Corrections）
  - 特別行動和應變隊（SORT）
- 康涅狄格州懲教局（英语：康涅狄格州懲教局）
  - 特別行動組（SOG）
- 康涅狄格州警察（英语：Connecticut State Police）
  - 州警戰術單位（SPTU）
- 特拉華州警察（英语：Delaware State Police）
  - 特別行動應變隊（SORT）
- 佛羅里達公路巡警（英语：Florida Highway Patrol）
  - 戰術應變隊（TRT）
- 佛羅里達州執法部門（英语：Florida Department of Law Enforcement）
  - 特別行動隊（SOT）
- 佛羅里達魚類和野生動物保護委員會（英语：Florida Fish and Wildlife Conservation Commission）
  - 特別行動組（FWCSOG）
- 佐治亞州反恐特別任務部隊（CTTF）
- 佐治亞州巡警（英语：Georgia State Patrol）
  - 特種武器和戰術部隊（SWAT）
- 夏威夷州公眾安全廳（英语：Hawaii Department of Public Safety）
  - 州警緊急應變隊（SERT）
- 伊利諾伊州警察局（英语：Illinois State Police）
  - 戰術應變隊（TRT）
- 印第安納州警察（英语：Indiana State Police）
  - 緊急應變隊（ERT）
- 肯塔基州懲教局（英语：Kentucky Department of Corrections）
  - 懲教緊急應變隊（英语：Correctional Emergency Response Team）（CERT）
- 路易斯安那州警察（英语：Louisiana State Police）
  - 特種武器和戰術部隊（SWAT）
- 緬因州警察（英语：Maine State Police）
  - 戰術隊伍
- 緬因州懲教廳（英语：Maine Department of Corrections）
  - 特別行動組（SOG）
- 馬里蘭州天然資源部警察廳（英语：Maryland Department of Natural Resources Police）
  - 特別行動師
  - 戰術應變隊
- 馬里蘭州警察（英语：Maryland State Police）
  - 特別戰術突擊隊（STATE）
  - 戰術醫療單位（TMU）
- 馬里蘭州交通局警察（英语：Maryland Transportation Authority Police）
  - 特別應變隊（SRT）
- 馬里蘭州交通管制局警察（英语：Maryland Transit Administration Police）
  - 可見聯運預防和應對小隊（VIPR）／戰術單位
- 馬里蘭州海上戰術行動小組（MTOG）
- 馬薩諸塞州警察（英语：Massachusetts State Police）
  - 特別戰術行動隊（STOP）
- 馬薩諸塞州懲教廳（英语：Massachusetts Department of Correction）
  - 特別應變隊（SRT）
- 馬薩諸塞州海灣交通管理局警察（英语：Massachusetts Bay Transportation Authority Police）
  - 特別行動隊（SOT）
- 密歇根州警察（英语：Michigan State Police）
  - 緊急支援隊（EST）
- 明尼蘇達州懲教廳（英语：Minnesota Department of Corrections）
  - 特別行動組（SOG）
- 明尼蘇達州巡警（英语：Minnesota State Patrol）
  - 特別應變隊（SRT）
- 內布拉斯加州懲教廳（英语：Nebraska Department of Correctional Services）
  - 特別行動應變隊（SORT）
- 新罕布什爾州警察（英语：New Hampshire State Police）
  - 特種武器和戰術部隊（SWAT）
- 新澤西州警察（英语：New Jersey State Police）
  - 緊急技術和任務專家（TEAMS）
- 新澤西州交通警察廳（英语：New Jersey Transit Police Department）
  - 緊急勤務單位（ESU）
  - 行動戰術組（CTU）
- 新墨西哥州警察（英语：New Mexico State Police）
  - 戰術隊伍
- 紐約州警察（英语：New York State Police）
  - 特別行動應變隊（SORT）
- 北卡羅來納州調查局（英语：North Carolina State Bureau of Investigation）
  - 特別應變隊（SRT）
- 北卡羅來納州懲教廳（英语：North Carolina Department of Correction）
  - 特別行動應變隊（SORT）
- 俄亥俄州公路巡警（英语：Ohio State Highway Patrol）
  - 特別應變隊（SRT）
- 俄亥俄州更生及懲教廳（英语：Ohio Department of Rehabilitation and Correction）
  - 特別應變隊（SRT）
  - 特別戰術和反應隊（STAR）
- 俄克拉荷馬州公路巡警（英语：Oklahoma Highway Patrol）
  - 戰術隊伍
- 俄克拉荷馬州懲教廳（英语：Oklahoma Department of Corrections）
  - 懲教緊急應變隊（CERT）
- 俄勒岡州警察（英语：Oregon State Police）
  - 特種武器和戰術部隊（SWAT）
- 賓夕法尼亞州警察（英语：Pennsylvania State Police）
  - 特別緊急應變隊（SERT）
- 賓夕法尼亞州懲教廳（英语：Pennsylvania Department of Corrections）
  - 懲教步槍專家隊（CRST）
  - 人質拯救隊（HRT）
- 紐約與新澤西港口事務管理警察局（英语：Port Authority of New York and New Jersey Police Department）
  - 緊急勤務單位（ESU）
- 羅德島州懲教廳（英语：Rhode Island Department of Corrections）
  - 懲教緊急應變隊（CERT）
- 羅德島州警察（英语：Rhode Island State Police）
  - 戰術隊伍
- 南卡羅來納州執法部門（英语：South Carolina Law Enforcement Division）
  - 特種武器和戰術部隊（SWAT）
- 田納西州公路巡警（英语：Tennessee Highway Patrol）
  - 特別行動單位（SOU）
- 德克薩斯州公眾安全廳（英语：Texas Department of Public Safety）
  - 德州騎警司
    - 騎警偵察隊（RRT）
    - 特種武器和戰術部隊（SWAT）
    - 特別應變隊（SRT）
- 德克薩斯公園和野生動物廳（英语：Texas Parks and Wildlife Department）
  - 斥侯隊
- 犹他州高速公路巡警
  - 特別緊急應變隊（SERT）
- 佛蒙特州警察（英语：Vermont State Police）
  - 戰術勤務單位
- 弗吉尼亞州警察（英语：Virginia State Police）
  - 特種武器和戰術部隊（SWAT）
- 弗吉尼亞州懲教廳（英语：Virginia Department of Corrections）
  - 戰術支援單位（TSU）
- 華盛頓州巡警（英语：Washington State Patrol）
  - 特種武器和戰術部隊（SWAT）

#### 地方／縣警察機關
- 亞歷山大警察局（英语：Alexandria Police Department）
  - 特別行動隊（SOT）
- 安克雷奇警察局（英语：Anchorage Police Department）
  - 特種武器和戰術部隊（SWAT）
- 阿靈頓縣警察局（英语：Arlington County Police Department）
  - 特種武器和戰術部隊（SWAT）
- 亞特蘭大警察局
  - 特種武器和戰術部隊（SWAT）
- 大西洋城警察局（英语：Atlantic City Police Department）
  - 特種武器和戰術部隊（SWAT）
- 新澤西州大西洋縣緊急應變隊（ACERT）
- 奧斯汀警察局
  - 特種武器和戰術部隊（SWAT）
- 貝克斯菲爾德警察局（英语：Bakersfield Police Department）
  - 特種武器和戰術部隊（SWAT）
- 巴爾的摩警察局
  - 快速應變隊（QRT）
- 巴爾的摩郡警察局（英语：Baltimore County Police Department）
  - 特種武器和戰術部隊（SWAT）
- 灣區快速交通區警察局（英语：Bay Area Rapid Transit District Police Department）
  - 特種武器和戰術部隊（SWAT）
- 比佛利山警察局（英语：Beverly Hills Police Department）
  - 特種武器和戰術部隊（SWAT）
- 伯克利縣警察局（英语：Berkeley County Police Department）
  - 特別應變隊（SRT）
- 布勞沃德縣警長辦公室（英语：Broward County Sheriff's Office）（佛羅里達州）
  - 特種武器和戰術部隊（SWAT）
- 布埃納公園警察局（英语：Buena Park Police Department）
  - 特種武器和戰術部隊（SWAT）
- 馬薩諸塞州中部執法委員會（英语：Central Massachusetts Law Enforcement Council）
  - 特種武器和戰術部隊（SWAT）
- 首都地區緊急勤務隊（CREST）
- 科德角地區執法委員會（英语：Cape Cod Regional Law Enforcement Council）
  - 特種武器和戰術部隊（SWAT）
- 新罕布什爾州中部特別行動單位（CNHSOU）
- 查爾斯頓縣警長局（英语：Charleston County Sheriff's Department）
  - 特種武器和戰術部隊（SWAT）
- 查爾斯頓警察局（英语：Charleston Police Department）
  - 特種武器和戰術部隊（SWAT）
- 查塔努加警察局（英语：Chattanooga Police Department）
  - 特種武器和戰術部隊（SWAT）
- 切薩皮克警察局（英语：Chesapeake Police Department）
  - 特種武器和戰術部隊（SWAT）
- 芝加哥警察局
  - 特種武器和戰術部隊（SWAT）
- 辛辛那提警察局（英语：Cincinnati Police Department）
  - 特種武器和戰術部隊（SWAT）
- 克利夫蘭警察局（英语：Cleveland Division of Police）
  - 特種武器和戰術部隊（SWAT）
- 克洛維斯警察局（英语：Clovis Police Department）
  - 特種武器和戰術部隊（SWAT）
- 科布縣警察局（佐治亞州）
  - 特種武器和戰術部隊（SWAT）
- 科布縣警長辦公室（佐治亞州）
  - 戰術行動單位（TOU）
- 科羅拉多泉警察局（英语：Colorado Springs Police Department）
  - 戰術執法單位（TEU）
- 哥倫布印第安納警察局
  - 特種武器和戰術部隊（SWAT）
- 哥倫布警察局（英语：Columbus Division of Police）
  - 特種武器和戰術部隊（SWAT）
- 庫克縣警長辦公室（英语：Cook County Sheriff's Office）（伊利諾伊州）
  - 人質、路障和恐怖份子專門應對部隊（HBT）
- 科羅娜警察局（英语：Corona Police Department）
  - 特種武器和戰術部隊（SWAT）
- 坎伯蘭縣警長辦公室（英语：Cumberland County Sheriff's Office）
  - 特別應變隊（SRT）
- 達拉斯警察局
  - 特種武器和戰術部隊（SWAT）
- 丹佛警察局（英语：Denver Police Department）
  - 特種武器和戰術部隊（SWAT）
- 底特律警察局（英语：Detroit Police Department）
  - 特別應變隊（SRT）
- 杜普林縣警長辦公室（英语：Duplin County Sheriff's Office）
  - 特別應變隊（SRT）
- 埃斯孔迪多警察局（英语：Escondido Police Department）
  - 戰術行動單位（TOU）
- 埃文斯維爾警察局（印第安納州）（英语：Evansville Police Department (Indiana)）
  - 特種武器和戰術部隊（SWAT）
- 費爾法克斯縣警察局（英语：Fairfax County Police Department）
  - 特種武器和戰術部隊（SWAT）
- 費爾法克斯縣警長辦公室（英语：Fairfax County Sheriff's Office）
  - 縣警長緊急應變隊（SERT）
- 富爾頓縣警察局（佐治亞州）
  - 特種武器和戰術部隊（SWAT）
- 富爾頓縣警長辦公室 （佐治亞州）（英语：Fulton County Sheriff's Office (Georgia)）
  - 特種武器和戰術部隊（SWAT）
- 加登格羅夫警察局（英语：Garden Grove Police Department）
  - 特種武器和戰術部隊（SWAT）
- 格威內特縣警察局（佐治亞州）
  - 特種武器和戰術部隊（SWAT）
- 格威內特縣警長辦公室（佐治亞州）
  - 特種武器和戰術部隊（SWAT）
- 漢普頓警察局（弗吉尼亞州）
  - 特種武器和戰術部隊（SWAT）
- 希爾斯伯勒縣警長辦公室（佛羅里達州）（英语：Hillsborough County Sheriff's Office (Florida)）
  - 戰術應變隊（TRT）
- 希爾斯伯勒縣消防救援局
  - 醫療緊急應變隊（MERT）
- 休斯頓警察局（英语：Houston Police Department）
  - 特種武器和戰術部隊（SWAT）
- 印第安納波利斯警察局（英语：Indianapolis Police Department）
  - 特種武器和戰術部隊（SWAT）
- 克恩縣警長局
  - 特種武器和戰術部隊（SWAT）
- 拉馬爾縣特別應變隊（SRT）
- 長灘警察局（英语：Long Beach Police Department）
  - 特種武器和戰術部隊（SWAT）
- 朗茲縣警長辦公室 
  - 特別應變隊（SRT）
- 洛杉磯機場警察局（英语：Los Angeles Airport Police）
  - 緊急勤務單位（ESU）
- 洛杉磯縣警長局（英语：Los Angeles County Sheriff's Department）
  - 特別執法部隊（SED）／特種武器隊
- 洛杉磯警察局大都會分部（英语：LAPD Metropolitan Division）
  - 特種武器和戰術部隊（SWAT）
- 洛杉磯學校警察局（英语：Los Angeles School Police Department）
  - 特別應變隊（SRT）
- 馬里科帕縣警長辦公室（英语：Maricopa County Sheriff's Office）
  - 戰術行動單位（TOU）
- 瑪麗埃塔警察局
  - 特別應變隊（SRT）
- 華盛頓大都會機場管理局警察局
  - 特別應變隊（SRT）
- 邁阿密戴德警察局（英语：Miami-Dade Police Department）
  - 特別應變隊（SRT）
- 邁阿密警察局
  - 特種武器和戰術部隊（SWAT）
- 蒙哥馬利警察局（英语：Montgomery Police Department）
  - 特種武器和戰術部隊（SWAT）
- 蒙哥馬利縣警察局（英语：Montgomery County Police Department）（馬里蘭州）
  - 特種武器和戰術部隊（SWAT）
- 拿騷縣警察局（英语：Nassau County Police Department）
  - 特別行動局（BSO）
  - 緊急勤務單位（ESU）
- 納什維爾地鐵警察局
  - 特種武器和戰術部隊（SWAT）
- 納瓦霍族民族警察（英语：Navajo Nation Police）
  - 特別行動單位（SOU）
- 紐瓦克警察局（英语：Newark Police Department）
  - 緊急應變隊（ERT）
- 新奧爾良警察局（英语：New Orleans Police Department）
  - 特種武器和戰術部隊（SWAT）
- 紐波特紐斯警察局（英语：Newport News Police Department）
  - 戰術行動單位（TOU）
- 紐約市警察局
  - 緊急勤務單位（ESU）
  - 緊急應變指揮部（CRC）
  - 戰略應變組（SRG）
- 東北馬薩諸塞州執法委員會（英语：North Eastern Massachusetts Law Enforcement Council）
  - 特種武器和戰術部隊（SWAT）
- 北邁阿密海灘警察局
  - 特別應變隊（SRT）
- 北伊利諾伊州警察警報系統
  - 緊急勤務隊（EST）
- 奧克蘭警察局（英语：Oakland Police Department）
  - 特種武器和戰術部隊（SWAT）
- 奧蘭多警察局（英语：Orlando Police Department）
  - 特種武器和戰術部隊（SWAT）
- 奧蘭治縣警長局（加利福尼亞州）（英语：Orange County Sheriff's Department (California)）
  - 特種武器和戰術部隊（SWAT）
- 奧蘭治縣警長辦公室（佛羅里達州）（英语：Orange County Sheriff's Office (Florida)）
  - 特種武器和戰術部隊（SWAT）
- 棕櫚灘縣警長辦公室（英语：Palm Beach County Sheriff's Office）
  - 特種武器和戰術部隊（SWAT）
- 棕櫚泉警察局（英语：Palm Springs Police Department）
  - 特種武器和戰術部隊（SWAT）
- 鳳凰城警察局（英语：Phoenix Police Department）
  - 特別任務單位（SAU）
- 費城警察局（英语：Phillidelphia Police Department）
  - 特種武器和戰術部隊（SWAT）
- 皮馬地區特種武器和戰術部隊（SWAT）
- 派恩赫斯特警察局（英语：Pinehurst Police Department）
  - 緊急應變隊（ERT）
- 波特蘭警察局（英语：Portland Police Bureau）
  - 特別緊急應變隊（SERT）
- 西雅圖港口警察局
  - 特種武器和戰術部隊（SWAT）
- 朴茨茅斯警察局（弗吉尼亞州）
  - 特種武器和戰術部隊（SWAT）
- 喬治王子縣警察局（英语：Prince George's County Police Department）
  - 緊急勤務隊（EST）
- 喬治王子縣警長辦公室（英语：Prince George's County Sheriff's Office）
  - 專業勤務隊（SST）
- 薩克拉門託縣警長局（英语：Sacramento County Sheriff's Department）
  - 特別執法部隊（SED）
- 盐湖城警察局
  - 特種武器和戰術部隊（SWAT）
- 聖地亞哥警察局（英语：San Diego Police Department）
  - 特種武器和戰術部隊（SWAT）
- 聖地亞哥縣警長局（英语：San Diego County Sheriff's Department）
  - 特別執法部隊（SED）
- 三藩市警察局
  - 特種武器和戰術部隊（SWAT）
- 舊金山縣警長局（英语：San Francisco County Sheriff's Department）
  - 特別應變隊（SRT）
- 薩凡納警察局（英语：Savannah Police Department）
  - 緊急救援隊（ERT）
- 西雅圖警察局（英语：Seattle Police Department）
  - 緊急應變隊（ERT）
- 謝爾比縣警長辦公室（英语：Shelby County Sheriff's Office）
  - 特種武器和戰術部隊（SWAT）
- 南派恩斯警察局
  - 特別應變隊（SRT）
- 斯巴達堡警察局（英语：Spartanburg Police Department）
  - 戰術鎮壓隊（TNT）
- 賽道警察局
  - 特種武器和戰術部隊（SWAT）
- 斯波坎縣警長局
  - 特種武器和戰術部隊（SWAT）
- 斯波坎警察局（英语：Spokane Police Department）
  - 特種武器和戰術部隊（SWAT）
- 薩福克警察局（弗吉尼亞州）
  - 緊急事件應變隊（CIRT）
- 南郊區緊急應變隊（SSERT）（於芝加哥郊區執勤）
- 南新罕布什爾州特別行動單位（SOU）
- 塔科馬警察局（英语：Tacoma Police Department）
  - 特種武器和戰術部隊（SWAT）
- 坦帕警察局（英语：Tampa Police Department）
  - 戰術應變隊（TRT）
- 圖森警察局（英语：Tucson Police Department）
  - 特種武器和戰術部隊（SWAT）
- 塔爾薩縣警長辦公室
  - 特種武器和戰術部隊（SWAT）
- 塔爾薩警察局（英语：Tulsa Police Department）
  - 特別行動隊（SOT）
- 弗吉尼亞海灘警察局（英语：Virginia Beach Police Department）
  - 特種武器和戰術部隊（SWAT）
- 華盛頓縣警長辦公室（英语：Washington County Sheriff's Office）（俄勒岡州）
  - 戰術談判隊（TNT）
- 哥倫比亞特區市警察局（英语：Metropolitan Police Department of the District of Columbia）
  - 緊急應變隊（ERT）
- 哥倫比亞特區市交通警察
  - 特別應變隊（SRT）
- 西新罕布什爾州特別行動單位（SOU）
- 威奇托警察局（英语：Wichita Police Department）
  - 特種武器和戰術部隊（SWAT）

## 流行文化
特種武器和戰術部隊也廣泛地出現在美國的電視劇、電影和電子遊戲。

### 電子遊戲
- 雪樂山在1995年推出了特種武器和戰術部隊系列的第一部作品，雖然那時還僅僅是一個粗糙的二維射擊遊戲，但還是憑藉著特種武器和戰術部隊的名號為日後的續作打下了基礎。而1999年的《迅雷先鋒3》則把第一人稱射擊遊戲、戰術、真實三大要素結合到一起，贏得了舊玩家的廣泛好評，5年之後雪樂山公司推出了特種武器和戰術部隊系列的第四代《迅雷先鋒4》。
- 《絕對武力：全球攻勢》：特種武器和戰術部隊（沒有特定所屬的警察部門）作為其中一支反恐部隊登場，主要活躍於以美國為背景的地圖。其隊員穿著黑色警察制服和戰術背心，同時配戴功夫龍頭盔。
- 《戰地風雲：Hardline》：單人模式中僅在過場片段出現。聯機模式中則為執法機關陣營的戰術部隊（沒有特定所屬的警察部門）。其隊員穿著黑色／城市迷彩警察制服和戰術背心，同時配戴黑色戰術頭盔（操作者及執行者職階）／棒球帽（機械師職階）／巴拉克拉瓦頭套（專業職階）及抗噪耳機（操作者職階）。
- 《镜之边缘》：作为玩家的敌人登場，为集权政体服务。
- 《俠盜獵車手V》：一旦玩家的通缉等级到三星後便会出现武装直升机攻击玩家，机上的SWAT部隊還会下来對付玩家。達到四星後会出現驾着SUV的SWAT部队。当玩家开车逃跑会出现装甲车和警车当路障来阻碍玩家。
- 《劫薪日2》：作为玩家敌人登場，另外還會出現盾牌警察（Shield）和狙擊手（Sniper）等特殊警察，難度越高警察的攻勢就越強。
- 《嚴陣以待》：玩家將在一個虛構的美國城市洛斯蘇埃諾斯市（Los Suenos）中，扮演隸屬於當地警察局（LSPD）的特種武器和戰術隊伍，執行各類高危任務。

### 電視劇
- 《反恐特警組》：以洛杉磯警察局特種武器和戰術部隊為主題的劇集。

## 參看
- 人質拯救隊
- 特別應變隊 (美軍)

## 外部連結
- SWAT USA 直播真實SWAT影片的法庭電視節目。
- Cato Institute Overkill: The Rise of Paramilitary Police Raids in America